# Juan Foyth
Juan Marcos Foyth (La Plata, Argentina, 12 de gener de 1998) és un futbolista professional argentí que juga com a defensa central pel Vila-real CF i per la selecció de l'Argentina.
Després d'haver començat la seva carrera professional al club de la seva ciutat natal, Estudiantes, va passar a jugar a la Premier League amb el Tottenham Hotspur FC i a la Lliga amb el Vila-real. Va guanyar la UEFA Europa League amb aquest darrer club el 2021.
Foyth va fer el seu debut internacional sènior amb l'Argentina el 2018 i va formar part de la seva selecció que va quedar tercera a la Copa Amèrica 2019.

## Carrera de club

### Estudiantes
Nascut a La Plata, província de Buenos Aires, Foyth va començar la seva carrera al club de la ciutat natal Estudiantes de La Plata. Va jugar durant uns quants anys al planter, inicialment com a migcampista ofensiu, després va passar a ser central abans de complir els 16 anys. Va signar el seu primer contracte professional el gener de 2017, que el va vincular al club fins al juny de 2019. Va debutar a Primera Divisió el 19 de març de 2017, davant el Patronato, als 19 anys. Va continuar jugant sis vegades més a la lliga, amb dues aparicions addicionals a la Copa Sudamericana.

### Tottenham Hotspur
Foyth es va unir al Tottenham Hotspur FC per uns 8 milions de lliures esterlines el 30 d'agost de 2017, amb un contracte de cinc anys. Va debutar el 19 de setembre en una eliminatòria de la Copa EFL contra el Barnsley FC que el Tottenham va guanyar per 1-0.
Foyth va debutar a la Premier League el 3 de novembre de 2018 en una victòria fora de casa per 3-2 contra el Wolverhampton Wanderers FC, on va concedir dos penals que van ser convertits. En la seva següent aparició a la lliga, a fora contra el Crystal Palace, va marcar el primer gol de la seva carrera, donant al Tottenham una victòria per 1-0. El 4 de maig de 2019, va entrar a la mitja part per Toby Alderweireld i va ser expulsat tres minuts més tard per una falta sobre Jack Simpson en una derrota per 1-0 contra l'AFC Bournemouth.

### Vila-real
L'octubre de 2020, Foyth va signar un nou acord amb el Tottenham fins al 2024, i després va ser cedit al club espanyol Vila-real CF. Va debutar el 22 d'octubre, marcant en una victòria a casa per 5-3 sobre el Sivasspor de Turquia a la fase de grups de la UEFA Europa League. Va fer 11 aparicions més al torneig quan el seu equip el va guanyar, inclòs un inici en la victòria final contra el Manchester United FC.
Al final de la seva temporada de préstec, Foyth va fitxar pel Vila-real el juny del 2021 amb un contracte de cinc anys per una quota de 15 milions d'euros. Es va convertir en un jugador clau al lateral dret del tècnic Unai Emery, substituint el veterà Mario Gaspar i cobrint el lesionat Serge Aurier.

## Palmarès
Vila-real CF
- 1 Lliga Europa de la UEFA: 2020-21

Selecció argentina
- 1 Copa del Món: 2022[19]
- 1 Copa de Campions Conmebol-UEFA: 2022[20]

## Vida personal
Foyth, que va néixer a l'Argentina, és d'origen polonès i té un passaport polonès. El cognom dels seus avis s'escriuva Fojt, que es va canviar a l'arribada a l'Argentina.
Foyth es va casar amb la seva núvia de molt de temps Ariana Alonso a La Plata, Argentina, el juliol de 2019.